# Sharp MZ 80A
Sharp MZ 80A - MZ 1200 (MZ 80A - MZ 1200) је професионални рачунар, производ фирме Шарп (Sharp) који је почео да се израђује у Јапану током 1982. године.
Користио је Zilog Z80 као централни микропроцесор а РАМ меморија рачунара MZ 80A - MZ 1200 је имала капацитет од 24 KB (до 48 KB). 

## Детаљни подаци
Детаљнији подаци о рачунару  1200 су дати у табели испод.
|                       |                                    |
| 1200                  |                                    |
| Произвођач            | Шарп                               |
| Тип                   | професионални рачунар              |
| Меморија              | 24 (до 48 )                        |
| Поријекло             | Јапан                              |
| Година                | 1982                               |
| Тастатура             | тастатура са пуним помаком тастера |
| Процесор              |                                    |
| Фреквенција процесора | 2 (до 4 са Z80A)                   |
| RAM                   | 24 (до 48 )                        |
| ROM                   | 4                                  |
| Текст                 | 40 x 25                            |
| Графика               | 50 x 90                            |
| Боја                  | монохром                           |
| Звук                  | један канал                        |
| Димензије             | непознато                          |
| Портови               |                                    |
| Оперативни систем     | [[]]                               |